# Strada Preriilor (film)
Strada Preriilor (titlul original: în franceză Rue des Prairies) este un film dramatic franco-italian, realizat în 1959 de regizorul Denys de La Patellière, după romanul omonim a scriitorului René Lefèvre, protagoniști fiind actorii Jean Gabin, Claude Brasseur, Roger Dumas și Marie-José Nat. 

## Conținut
Henri Neveux se întoarce din Germania după doi ani de prizonierat. Soția sa tocmai a murit lăsând în urmă trei copii, Louis și Odette și un nou-născut, Fernand, dintr-o aventură adulteră, dar pe care pe care îl acceptă ca fiu al său. Crescând copiii singur, Henri face totul pentru ca aceștia să aibă cea mai bună educație posibilă.  Dacă Fernand, mezinul, are unele probleme la școală, frații săi se descurcă mai bine: Louis devine ciclist profesionist în timp ce Odette devine model și amanta unui bărbat bogat și căsătorit. Ambii vor să-și uite originile modeste și să se îndepărteze de tatăl lor. În urma unei fugi de acasă, Fernand este adus în fața unei instanțe de minori. În fața magistraților, cei doi frați adulți își dojenesc tatăl în timp ce Fernand, fiul nelegitim arată o adevărată dragoste filială pentru Henri...

## Distribuție
- Jean Gabin – Henri Neveux, muncitor
- Claude Brasseur – Louis, fiul lui Henri
- Roger Dumas – Fernand, copilul adoptiv
- Marie-José Nat – Odette, fiica lui Henri
- Paul Frankeur – Ernest, prietenul lui Henri
- Roger Tréville – domnul Jacques Pedrell, iubitul Odettei
- Renée Faure – avocatul Maître Surville
- Dominique Page – Josette, prostituata
- Jacques Monod – președintele tribunalului
- Louis Seigner – procurorul republicii
- Gabriel Gobin – Dubourg, un prieten din captivitate
- Alfred Adam – Loutrel, managerul lui Louis
- Guy Decomble – domnul Perrot, tatăl lui Paul
- François Chaumette – directorul școlii
- Bernard Dhéran – judecătorul de instrucție Moineau
- Gaby Basset – doamna Gildas, soția birtașului
- René Havard – Boris, fotograful de modă
- Albert Dinan – Barmanul din Montfort-l'Amaury
- France Asselin – doamna Dubourg
- Pierre Leproux – domnul Gildas, birtașul
- Jacques Marin – domnul Mauduis
- Max Montavon – un prizonier întors din captivitate
- Léon Zitrone – el însuși, comentator de cursă
- Pascal Mazzotti – Max, valetul
- Pierre Vernier – un inspector
- Paul Mercey – un amic al birtașului
- Marie Mergey – La crémière
- Emile Riandreys – un prizonier întors din captivitate
- Jacques Hilling – proprietarul hotelului „Stella”
- Emile Genevois – un prizonier întors din captivitate
- Robert Lombard – un inspector
- Julien Maffre – garda rurală
- Charles Bouillaud – vânzătorul de ziare
- Bernard Musson – ospătarul la barul „Innocents”
- Marcel Loche – un consumator
- Raymond Marcillac –  el însuși, reporter TV
- Henri Coutet – angajat la repatrieri
- Sady Rebbot – tânărul pălmuit la bal
- Robert Mercier – un bărbat pe șantier
- Max Amyl – un inspector
- Paul Bisciglia – un tânăr la bal
- Albert Daumergue – un dansator
- Marc Arian – un bărbat la bistrou
- Yvan Chiffre – un figurant
- Dominique Rozan – fotograful

## Comentarii
Filmul este un document privind schimbarea de mentalitate între anii 1940 în care se află încă apartamentul lui Henri Neveux, mobilierul și stilul său de viață, și anii 1960 ai pretendentului fiicei sale: un apartament modern cu terasă și combină muzicală de înaltă fidelitate, dar și ceea ce Henri Neveux consideră a fi o pierdere a normelor morale pentru generația în ascensiune, de vreme ce în ochii lui, fiica lui se dă unui om bogat pe care nu îl place, și că fiul său acceptă atenții ieftine pentru a intra în lumea ciclismului. Finalul filmului este o inversare optimistă (Henri își dă seama că fiul său „adoptat” îi este fidel), dar acest final nu este foarte credibil în lumina anilor care vor urma. 